# Musée national de Préhistoire
Le musée national de Préhistoire est un établissement français fondé en 1918 par Denis Peyrony sur la commune des Eyzies-de-Tayac (aujourd'hui, commune des Eyzies), en Dordogne. Officiellement inauguré le 30 septembre 1923, il est aménagé dans ce qui fut précédemment le château de Tayac, racheté à cette fin par l'État dès 1913. En 2004 est inauguré un nouveau musée, œuvre architecturale de Jean-Pierre Buffi, intégré à l'emblématique falaise des Eyzies.

## Présentation
Le Musée national de Préhistoire présente in situ un passé préhistorique exceptionnellement riche et conserve environ 6 millions d'objets. Musée de site avant la lettre, au cœur du « site musée » que constitue la vallée de la Vézère, reflet d'une recherche archéologique en pleine expansion, il rassemble aujourd'hui l'une des plus importantes collections paléolithiques de France : industrie lithique et osseuse, art mobilier, sépulture, faune et le premier ensemble mondial d'art paléolithique sur blocs gravés ou sculptés.
Il permet de découvrir les anciennes traces laissées par l'Homme en France. Dans d'innombrables vitrines, outils de pierre, objets d'art en os ou ivoire, reconstitutions grandeur nature d'hommes préhistoriques et d'animaux disparus permettant de comprendre l'évolution humaine depuis 400 000 ans, sont mis en valeur au sein d'une architecture contemporaine.

## Extension
La nouvelle extension, achevée en 2004, occupe de nouveaux bâtiments conçus par l’architecte Jean-Pierre Buffi, avec plus de 3 600 m2 de nouvelles surfaces, dont 700 m2 de galeries d'exposition.

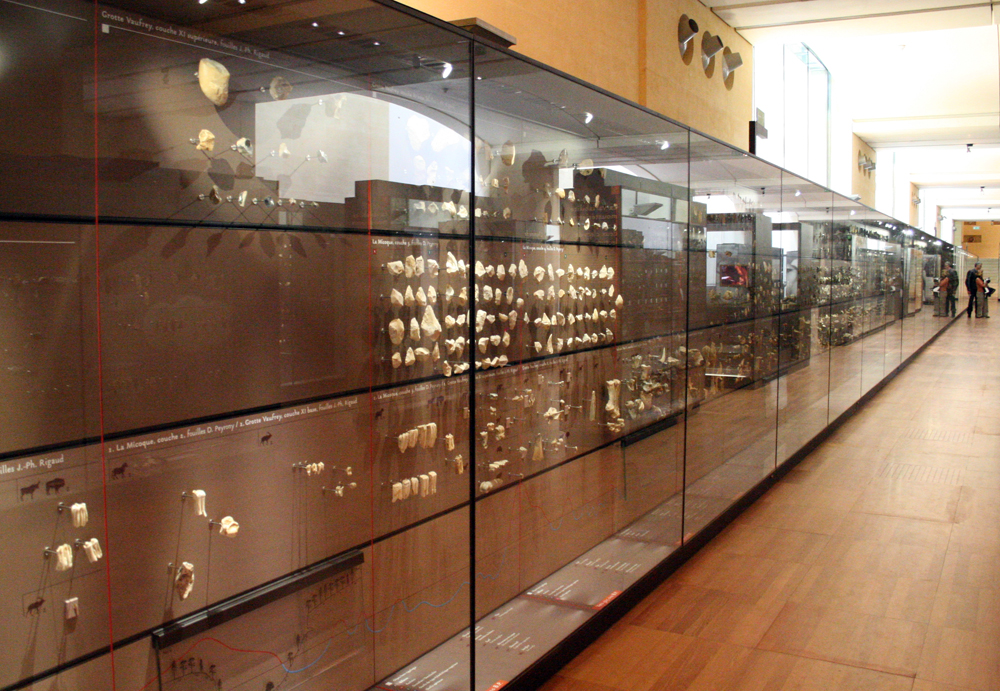
L'une des nouvelles vitrines.

## Direction
En décembre 2020, Nathalie Fourment, docteure en préhistoire et spécialiste du Paléolithique supérieur, devient directrice du musée et succède ainsi à Jean-Jacques Cleyet Merle, directeur pendant 32 ans.
| Identité                                   | Période          | Période | Durée  |
| Identité                                   | Début            | Fin     | Durée  |
| ------------------------------------------ | ---------------- | ------- | ------ |
| Denis Peyrony (1869 - 1954)                | 1er janvier 1928 | 1936    | 8 ans  |
| Élie Peyrony (1897 - 1989)                 | 1937             |         |        |
| Jean Guichard (d) (1923 - 1993)            |                  | 1988    |        |
| Jean-Jacques Cleyet-Merle (d) (né en 1954) | 1988             | 2020    | 32 ans |
| Nathalie Fourment (d) (née en 1973)        | 17 décembre 2020 |         |        |

## Tourisme
En 2022, le musée a attiré 70 000 visiteurs.